# はんにゃのこの手があったか!
『はんにゃのこの手があったか!』は、日本テレビで2009年10月3日から11月28日まで毎週土曜13:30 - 14:00に放送されていたバラエティ番組。

## 内容
- 日常のあらゆる場面で「この手があったか!」と言いたくなるような方法をネタを交えて紹介する。

## 出演者

### プレゼンター
- 金田哲（はんにゃ）

### MC
- 川島章良（はんにゃ）
- 鈴江奈々（日本テレビアナウンサー）
- 古市幸子（当時日本テレビアナウンサー）
- 脊山麻理子（当時日本テレビアナウンサー）

## スタッフ
- 構成：大井洋一、もみの、アサダアツシ、アリエシュンスケ、カツオ
- ナレーション：皆口裕子
- TM：古井戸博
- 美術プロデューサー：大川明子
- 美術デザイン：熊崎真知子
- 編成：鯉渕友康、松隈美和
- 広報：松榮大
- 演出：橋本和明、丹野樹史、大場剛
- プロデューサー：堀金澄彦、中島毅、天笠ひろ美
- チーフプロデューサー：松崎聡男
- 制作協力：THE WORKS
- 製作著作：日本テレビ

## 遅れネット局
全て日本テレビの放送終了後に放送開始。
- 札幌テレビ
- テレビ新潟
- 中京テレビ
- 南海放送
- 福岡放送
- 長崎国際テレビ
- テレビ大分